# フレンズ (Happinessの曲)
「フレンズ」は、Happinessの2枚目のシングル。2011年4月27日にユニバーサルシグマから発売。

## 概要
- 【CD＋DVD】（初回限定盤）と【CD】（通常盤）の2形態で発売[2][3]。
- 表題曲の「フレンズ」は、出会いと別れを描いた友情ソングとなっており、DVD付き初回限定盤には表題曲のミュージックビデオが収録されている[2]。

## 収録曲

### CD
1. フレンズ 
作詞・作曲：松尾潔、編曲：MAESTRO-T
  - シングル「Holiday」のカップリング曲として、リメイク版「フレンズ <2015 ver.>」が収録されている[4]。
2. one more time
作詞：GIORGIO 13、作曲・編曲：GIORGIO CANCEMI
  - MAYUが加入して最初に製作された楽曲で2010年にレコチョクにて配信された。
  - JR東海「トーキョー☆ブックマーク」のCMソングに起用されていた[2]。

### DVD
1. フレンズ（MUSIC VIDEO）